# Richard Amerike
 (octobre 2018).
Si vous disposez d'ouvrages ou d'articles de référence ou si vous connaissez des sites web de qualité traitant du thème abordé ici, merci de compléter l'article en donnant les références utiles à sa vérifiabilité et en les liant à la section « Notes et références ».
Richard Amerike (né au pays de Galles vers 1440, sous le nom gallois Ap Meurig, ap Meryk, ap Merrick, ou encore Ameryk, puis mort à Bristol en 1503) est un riche marchand anglais d'origine galloise qui, pense-t-on, finança l'expédition de Jean Cabot vers l'Amérique du Nord en 1497. L'histoire a surtout retenu son nom en raison de la théorie, minoritaire, que l'Amérique aurait été nommée d'après son nom de famille. 
Cet officier des douanes royales, et aussi shériff de Bristol, a fait l'objet de légendes urbaines à la fin du XXe siècle affirmant qu'il était le principal propriétaire du Matthew, le célèbre navire de Jean Cabot lors de son voyage d'exploration vers l'Amérique du Nord de 1497. Cette version a beaucoup été reprise. En 1908, Alfred Hudd, universitaire passionné d'histoire de Bristol avait émis en 1908 que le nom du continent Amérique provenait du nom de famille Amerike en raison de son financement dans l'expédition de Cabot vers Terre-Neuve et qui auraient été repris sur toutes les premières cartes britanniques n'ayant pas été conservées. Mais l'opinion générale reste que le nom Amérique trouve son origine dans le nom d'Amerigo Vespucci, l'explorateur italien.

## Biographie
Pour Richard Amerike, auteur contemporain, Richard Amerike est né en 1445 à la Meryk Court de Weston under Penyard, près de Ross-on-Wye (Herefordshire), descendant des Contes de Gwent. Le patronyme était une forme anglicisé du nom gallois ap Meuric, ap Meurig ou ap Meryk, ce qui signifie "fils de Meurig". Mais étant donné que l'une des filles de Richard Amerike, Joan, s'est mariée avec un futur avocat vers avril 1479, il semble probable qu'Amerike soit lui-même né vers 1440. La généalogie d'Amerike et le lien avec la Merrick Court n'ont pas été vérifiée.
On en sait peu sur les trente premières années de la vie d'Amerike. Sa femme s'appelait Lucy et s'est mariée à une date inconnue. Certains ont proposé qu'il s'était installé un temps durant à West Camel, près d'Ilchester dans le Somerset. Il a passé la grande partie de sa vie adulte à Bristol ou près de Bristol. Il s'agissait à l'époque médiévale de l'une des plus grandes villes portuaires d'Angleterre, peut-être la deuxième après Londres. Amerike est devenu un homme important et un riche marchand. On le retrouve pour la première fois dans les douanes de Bristol en 1472, sur le marché de la pêche irlandaise. Les comptes de 1479-1480 montrent qu'il a continué à commercer avec l'Irlande, mais qu'il s'est aussi investi dans des commerces rentables avec le Portugal et Bordeaux. Durant d'autres années il a aussi commercé avec l'Espagne. Amerike était un commerçant de Bristol dès les années 1470s. En son temps il était suffisamment riche pour prêter 50£ pour délivrer un petit-neveu de William Canynges devenu prisonnier de pirates bretons. Vers la fin de 1490, ses principaux biens acquis semblent avoir été achetés à Long Ashton dans le Somerset près de l'Avon.
En 1485 Richard Amerike a été affecté aux services de douanes de Bridgwater, le port avoisinant Bristol en tant que contrôleur des douanes. Ce qui en théorie l'aurait cantonné seulement au port (dont Minehead et Combwich) mais on ne sait s'il l'a réellement été. En Septembre 1486 Amerike est devenu l'un des officiers de Bristol, en tant que responsable des Douanes Royales (King's Customs Officer), qui de 1486 à Décembre 1502 s'appelait un douanier (Customer en anglais). En tant que douanier, il ne pouvait être chargé de hautes fonctions. Mais dès sa première élection lorsqu'il a cessé d'être douanier, il a été affecté au poste de l'un des deux shériffs de la ville. Il est mort dans ses fonctions, certainement aux alentours de Décembre 1503, et a été remplacé par le nouveau shériff Robert Thorne. La date précise de sa mort et de son lieu d'enterrement ne sont pas connues. Ses filles ont été ses héritières dont une seule est identifiée. Joan Broke (née Amerike) (d. 1538) reste près de son mari, John Broke, dans l'église de St Mary Redcliffe, Bristol. Leur tombe indique le nom Richard Amerike comme étant son père, et mentionnait autrefois les armoiries des familles Broke et Amerike, ce qui n’est plus le cas aujourd'hui. Les armoiries d'Amerike décrivent comme suit paly of six, or and azure, on a fess gules, three mullets argent.

## Richard Amerike et Jean Cabot
L'intérêt du grand public pour Amerike se porte sur son association avec l'explorateur vénitien Zuan (Giovanni) Caboto, mieux connu sous le nom de Jean Cabot. Par autorité du roi Henri VII d’Angleterre, Jean Cabot a mené trois voyages de découverte de Bristol à la recherche de nouvelles terres et d'un itinéraire vers les richesses de l'Orient. La première expédition, de 1496 a été annulée. La seconde en 1497, la plus connue, est celle à bord du Matthew de Bristol, qui avait permis la découverte de nouvelles terres dont Cabot pensait qu'elles se trouvaient en Asie. Le résultat du troisième voyage de 1498 n'est pas clair, et fait largement l'objet de spéculation. On a toujours cru que le financement pour les voyages provenait des marchands de Bristol. Ce qui est logique puisque selon les termes des lettres d'Henri VII adressées à Cabot, qui lui donnait son autorité, tout commerce en provenance de toutes nouvelles terres découvertes devait transiter par Bristol. Cependant, aucune liste d'actionnaires n'a jamais été trouvée, et le seul financement approuvé, qui n'aurait pas suffi pour un seul voyage, trouvait sa source dans l'agence londonienne de l'établissement bancaire florentin des Bardi puis d'Henri VII à partir 1498. D'autres noms ont aussi été suggérés. L'idée que Richard Amerike était le 'principal soutien' a commencé a gagné en popularité avec le XXIe siècle. Il n'y a pas de preuves reconnues pour le confirmer. Parallèlement, et contrairement à une tradition récente qui cite Amerike comme le principal propriétaire et principal donateur du Matthew, le navire de Cabot de 1497, les recherches académiques ne font pas de lien entre Amerike et le navire, dont la propriété reste incertaine à ce jour. D'ailleurs rien ne précise clairement si le navire était une nouvelle construction ou s'il s'agissait d'une reprise.
Richard Amerike a bien eu un rôle important envers Jean Cabot. Comme indiqué par la suite, Amerike et ses confrères douaniers, Arthur Kemys, étaient les trésoriers de la pension de 20£ annuelle accordée par Henri VII à Jean Cabot le 13 décembre 1497. Le contrat de Cabot précisait qu'il devait être payé à partir des revenus tirés à partir des factures des douanes redevables à la Couronne sur les biens exportés et importés en tant que marchandise dans le port de Bristol. Amerike et Kemys étaient chargés de percevoir ces revenus et d'en rendre les comptes à l'Échiquier de Westminster. À Bristol, ces transactions réalisées paraissaient claires pour l'explorateur et, à condition que tous les documents soient en ordre, Amerike et Kemys aurait pu réclamer à Cabot le paiement comme une dépense légitime lorsqu'ils ont rendu compte de leur chiffre d'affaires à l'Échiquier à la fin de l'année comptable. En 1896/7 Edward Scott, 'Gardien' ou archiviste sénior du British Museum, puis Gardien des Muniments de l'Abbaye de Westminster, a découvert un extrait d'un document de l’Échiquier expliquant ce processus et des paiements équivalant à deux ans de pension d'Amerike et de ses collègues pour Cabot entre 1497 et 1499. En 1897 le document a été publié en télégramme et fac-similé par Scott et par Alfred Hudd, un antiquaire de Bristol. Kemys et Richard 'ap Meryke' ou 'a Meryk' sont mentionnés en tête de chacune des pages des comptes. Le 'Cabot Roll' est resté une importante découverte dans l'histoire de Jean Cabot. Mais au fil du temps, Hudd est allé plus loin que le texte et a développé des théories au sujet du nom Amérique en se basant sur la ressemblance entre le nom du continent le nom de famille d'Amérike.
De plus, comme les armoiries d'Amerike étaient similaires à celles du drapeau adopté plus tard par les États-Unis récemment indépendants, la légende expliquant que l'Amérique trouve son nom dans cette personne plutôt qu'Amerigo Vespucci a vu le jour mais elle est loin d'être largement acceptée.

## Théorie sur le nom Amérique
En 1908, Alfred Hudd, antiquaire de Bristol fut le premier a proposé la théorie selon laquelle le mot Amérique serait une évolution du nom Amerike ou ap Meryk. Hudd a proposé cette théorie dans un papier qui fut proposé lors de la réunion du club des antiquaires Clifton du 21 mai 1908 et paru dans le Volume 7 des 'Proceedings' du club. Dans Richard Ameryk et le nom Amérique, Hudd évoque la découverte de l'Amérique du Nord de 1947 par Jean Calbot, un italien ayant navigué pour le compte de l'Angleterre. À son retour en Angleterre après son premier voyage (1497) puis de son second (1498-1499), Cabot a reçu deux versements de pension de la part d'Henri VII. Des deux officiers du port de Bristol qui étaient chargés de la remise de l'argent à Cabot, Richard Ameryk était celui ayant le plus d'ancienneté (Haut Sheriff de Bristol en 1503). Hudd a donc fait l'affirmation que Cabot avait baptisé ces terres qu'il avait découvert en l'honneur d'Amerik, dont il recevait la pension conféré par le roi. Il a aussi affirmé que Cabot avait la réputation d'être libre pour ce qui était des cadeaux envers ses amis, de sorte que son expression de gratitude pour l'officier représentant ne soit pas perçu comme inopiné. De plus, Hudd a utilisé une citation d'un manuscrit du XVIe siècle (un calendrier des événements de Bristol), calendrier dont l'original fut perdu dans un incendie de Bristol de 1860 et en avançant que le nom Amérique était déjà connu à Bristol en 1497.
En cette année, 1497, le jour de la Saint Jean (le 24 juin), marque la découverte des terres d'Amérique par les marchands de Bristow, dans un navire de Bristowe appelé le Matthew, lequel indique que le navire a quitté le port de Bristowe le 2 mai puis est rentré le 6 août suivant.
Hudd a raisonné qu'à travers Cosmographiae introductio de 1507 les universitaires qui ne connaissaient pas Richard Ameryke, ont supposé que le nom America, qu'il affirme comme ayant été employé depuis déjà 10 ans, dérivait du nom Amerigo Vespucci et que Vespucci avait donc reçu par erreur l'honneur d'Ameryke. Même si les spéculations de Hudd ont été soutenues par plus d'un auteur du XXIe siècle, il n'y a pas de preuves concrètes pour affirmer sa théorie selon laquelle Cabot a repris le nom de Richard Ameryk.